# Verkkosaari (ö i Södra Österbotten, Kuusiokunnat)
Verkkosaari är en ö i Finland. Den ligger i sjön Hakojärvi och i kommunen Alavo i den ekonomiska regionen  Kuusiokunnat  och landskapet Södra Österbotten, i den centrala delen av landet, 280 km norr om huvudstaden Helsingfors. Öns area är 0,4 hektar och dess största längd är 80 meter i nord-sydlig riktning.